# The Wild Party (1975)
The Wild Party is een Amerikaanse dramafilm uit 1975 onder regie van James Ivory.

## Verhaal
Jolly Grimm is een vergeten acteur uit het tijdperk van de stomme film. Hij wil een groots feest geven om weer in de schijnwerpers te komen. Het feest loopt echter uit de hand en verandert in een ware orgie.

## Rolverdeling
| Acteur          | Personage          |
| --------------- | ------------------ |
| James Coco      | Jolly Grimm        |
| Raquel Welch    | Queenie            |
| Perry King      | Dale Sword         |
| Tiffany Bolling | Kate               |
| Royal Dano      | Tex                |
| David Dukes     | James Morrison     |
| Chris Gilmore   | Nadine             |
| Eddie Lawrence  | Kreutzer           |
| Don De Natale   | Jackie             |
| Dena Dietrich   | Mevrouw Murchison  |
| Regis Cordic    | Mijnheer Murchison |
| Jennifer Lee    | Madeline True      |
| Mews Small      | Bertha             |
| Baruch Lumet    | Kleermaker         |